# Dundee United Football Club 2015-2016
Questa voce raccoglie le informazioni riguardanti il Dundee United Football Club nelle competizioni ufficiali della stagione 2015-2016.

## Stagione
- In Scottish Premiership il Dundee United si classifica al 12º e ultimo posto (28 punti) e retrocede in Championship.
- In Scottish Cup viene eliminato in semifinale dall'Hibernian (4-2 ai rigori dopo lo 0-0 ai supplementari).
- In Scottish League Cup viene eliminato al quarto turno dall'Hibernian (3-0).

## Maglie e sponsor
| Casa | Trasferta |

## Rosa
| N. |                             | Ruolo | Calciatore             |
| -- | --------------------------- | ----- | ---------------------- |
| 1  | Giappone (bandiera)         | P     | Eiji Kawashima         |
| 2  | Irlanda (bandiera)          | D     | Seán Dillon (capitano) |
| 3  | Scozia (bandiera)           | D     | Paul Dixon             |
| 4  | Scozia (bandiera)           | D     | John Souttar           |
| 5  | Irlanda (bandiera)          | D     | Callum Morris          |
| 6  | Irlanda del Nord (bandiera) | C     | Paul Paton             |
| 7  | Irlanda del Nord (bandiera) | A     | Billy McKay            |
| 8  | Scozia (bandiera)           | C     | John Rankin            |
| 9  | Nigeria (bandiera)          | A     | Edward Ofere           |
| 10 | Scozia (bandiera)           | A     | Robbie Muirhead        |
| 11 | Scozia (bandiera)           | C     | Chris Enskine          |
| 12 | Australia (bandiera)        | D     | Ryan McGowan           |
| 14 | Scozia (bandiera)           | A     | Ryan Dow               |
| 15 | Scozia (bandiera)           | A     | Simon Murray           |

| N. |                           | Ruolo | Calciatore              |
| -- | ------------------------- | ----- | ----------------------- |
| 17 | Scozia (bandiera)         | D     | Mark Durnan             |
| 18 | Scozia (bandiera)         | A     | Aidan Connolly          |
| 19 | Irlanda (bandiera)        | D     | Gavin Gunning           |
| 20 | Scozia (bandiera)         | C     | Blair Spittal           |
| 21 | Polonia (bandiera)        | P     | Michał Szromnik         |
| 22 | Scozia (bandiera)         | C     | Scott Fraser            |
| 25 | Finlandia (bandiera)      | A     | Riku Riski              |
| 26 | Estonia (bandiera)        | A     | Henri Anier             |
| 28 | Scozia (bandiera)         | D     | Coll Donaldson          |
| 30 | Croazia (bandiera)        | A     | Darko Bodul             |
| 51 | Germania (bandiera)       | P     | Luis Zwick              |
| 54 | Francia (bandiera)        | A     | Florent Sinama-Pongolle |
| 55 | Costa d'Avorio (bandiera) | D     | Guy Demel               |